# Joaquim Paüls i Bosch
Joaquim Paüls i Bosch, també conegut com a Quim Paüls, (Terrassa, 11 de març de 1961) és un exjugador i entrenador d'hoquei sobre patins català, fonamentalment a les files del primer equip del FC Barcelona.
Considerat un dels millors jugadors del món d'hoquei en els anys 80, va desenvolupar tota la seva carrera com a jugador en el Barça. Durant les seves 13 temporades com a jugador del primer equip, del que va arribar a ser capità, va conquistar els principals trofeus internacionals i nacionals: sis Copes d'Europa, un mundial de clubs, cinc lligues espanyoles, una Recopa d'Europa, etc.
També va ser titular indiscutible amb la selecció espanyola d'hoquei sobre patins, amb la qual va disputar un total de 87 partits, i va conquistar un mundial i tres campionats d'Europa.
Com a entrenador també ha desenvolupat la major part de la seva carrera lligat al FC Barcelona, encara que no va ser fins a l'estiu de 2005 quan es va fer càrrec del primer equip, com a primer entrenador i després d'haver passat tres temporades entrenant el CP Real Alcobendas.
El juny de 2011 va presentar la seva dimissió com a secretari tècnic de la secció d'hoquei patins del FC Barcelona, fet que coincidí amb la destitució de Ferran Pujalte com a entrenador.

## Palmarès com a jugador

### FC Barcelona
- 6 Copes d'Europa (1980, 1981, 1982, 1983, 1984 i 1985)
- 5 Lligues espanyoles (1980, 1981, 1982, 1984 i 1985)
- 4 Copes del Rei (1981, 1985, 1986 i 1987)
- 1 Recopa d'Europa (1987)
- 1 Mundial de Clubs (1981-82)
- 1 Copa de les Nacions (1980)

### Selecció espanyola
- 1 Campionat del Món "A" (1980)
- 3 Europeus (1981, 1983 i 1985)

## Palmarès com a tècnic

### FC Barcelona
- 2 Copes d'Europa (2006/07, 2007/08)
- 1 Copa de la CERS (2005/06)
- 1 Copa Intercontinental (2008)
- 3 Copes Continentals (2005/06, 2006/07, 2007/08)
- 4 OK Lligues / Lligues espanyoles (2005/06, 2006/07, 2007/08, 2008/09)
- 1 Copa del Rei / Copa espanyola (2007)
- 1 Supercopa espanyola (2006/07)

### FC Barcelona(2n entrenador)
- 3 Copa d'Europa (2000, 2001 i 2002)
- 3 Supercopes d'Europa
- 5 OK Lligues / Lligues espanyoles
- 4 Copes del Rei / Copes espanyoles
- 1 subcampionat de la Lliga Europea (2003)

## Altres càrrecs
- Categories inferiors del FC Barcelona (juvenil, junior i coordinador del planter: 1992-1995)
- Coordinador de la Secció d'Hoquei patins del FC Barcelona (2002-2005)
- Seleccionador masculí de Xile
- Seleccionador femení d'Egipte